# Liste des Playmates of the Year
La Playmate of the Year (« Playmate de l'Année ») était une femme désignée chaque année par le magazine de charme Playboy parmi les 12 Playmates of the Month, ou Miss, de l'année précédente.

## Historique
Le terme est apparu la première fois en 1958 au profit de Lisa Winters ; en 1959, Joyce Nizzari fut aussi qualifiée de « Playmate de l'Année », mais le titre ne devint officiel, avec le cachet et les cadeaux spécialement attribués à la récipiendaire qu'à partir de 1960 au profit d'Ellen Stratton, Miss December 1959.
Jusqu'en 1970, le cachet était de 400 $, avec une automobile « rose Playmate » à partir de 1964 (Donna Michelle). De 1971 à 1975, ce cachet passa à 5 000 $ ; de 1977 à 1979, à 10 000 $ ; il passa à 25 000 $ en 1980 avant d'atteindre 100 000 $ en 1982, dernier chiffre correspondant à 4 fois le cachet de la Playmate du Mois. 
La nomination officielle de la Playmate de l'Année se faisait au cours d'une réception de prestige comprenant de nombreux invités. Un article spécial lui était traditionnellement consacré au mois de juin, et jusqu'en 2002, elle faisait habituellement la couverture de ce même numéro. Depuis 2003 (Christina Santiago) ce n'était plus systématiquement le cas. La Playmate de l'Année était dotée d'un important cachet et une automobile de luxe lui était offerte (la couleur rose n'étant plus obligatoire depuis 1976) en sus de divers cadeaux de moindre valeur.
En 2020 la diffusion du magazine papier s'arrête. Le 17 mars, le site officiel playboy.com annonce qu'en 2020, toutes les playmates présentées en 2019 sont nommées Playmate de l'Année au prétexte que les départager serait impossible..., ce qui marque évidemment la disparition définitive du titre lui-même.

## Attribution du titre
| Rang | Année | Playmate                   | Pays de naissance | État américain de naissance | Mois de désignation de Playmate of the Month | Photo |
| ---- | ----- | -------------------------- | ----------------- | --------------------------- | -------------------------------------------- | ----- |
| 1    | 1960  | Ellen Stratton             | États-Unis        | Mississippi                 | Miss December 1959                           |       |
| 2    | 1961  | Linda Gamble               | États-Unis        | Pennsylvanie                | Miss April 1960                              |       |
| 3    | 1962  | Christa Speck              | Allemagne         |                             | Miss September 1961                          |       |
| 4    | 1963  | June Cochran               | États-Unis        | Indiana                     | Miss December 1962                           |       |
| 5    | 1964  | Donna Michelle             | États-Unis        | Californie                  | Miss December 1963                           |       |
| 6    | 1965  | Jo Collins                 | États-Unis        | Oregon                      | Miss December 1964                           |       |
| 7    | 1966  | Allison Parks              | États-Unis        | Californie                  | Miss October 1965                            |       |
| 8    | 1967  | Lisa Baker                 | États-Unis        | Texas                       | Miss November 1966                           |       |
| 9    | 1968  | Angela Dorian              | États-Unis        | Californie                  | Miss September 1967                          |       |
| 10   | 1969  | Connie Kreski              | États-Unis        | Michigan                    | Miss January 1968                            |       |
| 11   | 1970  | Claudia Jennings           | États-Unis        | Minnesota                   | Miss November 1969                           |       |
| 12   | 1971  | Sharon Clark               | États-Unis        | Oklahoma                    | Miss August 1970                             |       |
| 13   | 1972  | Liv Lindeland              | Norvège           |                             | Miss January 1971                            |       |
| 14   | 1973  | Marilyn Cole               | Royaume-Uni       |                             | Miss January 1972                            |       |
| 15   | 1974  | Cyndi Wood                 | États-Unis        | Californie                  | Miss February 1973                           |       |
| 16   | 1975  | Marilyn Lange              | États-Unis        | New Jersey                  | Miss May 1974                                |       |
| 17   | 1976  | Lillian Müller             | Norvège           |                             | Miss August 1975                             |       |
| 18   | 1977  | Patti McGuire              | États-Unis        | Missouri                    | Miss November 1976                           |       |
| 19   | 1978  | Debra Jo Fondren           | États-Unis        | Californie                  | Miss September 1977                          |       |
| 20   | 1979  | Monique St. Pierre         | Allemagne         |                             | Miss November 1978                           |       |
| 21   | 1980  | Dorothy Stratten           | Canada            |                             | Miss August 1979                             |       |
| 22   | 1981  | Terri Welles               | États-Unis        | Californie                  | Miss December 1980                           |       |
| 23   | 1982  | Shannon Lee Tweed          | Canada            |                             | Miss November 1981                           |       |
| 24   | 1983  | Marianne Gravatte          | États-Unis        | Californie                  | Miss October 1982                            |       |
| 25   | 1984  | Barbara Edwards            | États-Unis        | Nouveau-Mexique             | Miss September 1983                          |       |
| 26   | 1985  | Karen Velez                | États-Unis        | New York                    | Miss December 1984                           |       |
| 27   | 1986  | Kathy Shower               | États-Unis        | Ohio                        | Miss May 1985                                |       |
| 28   | 1987  | Donna Edmondson            | États-Unis        | Caroline du Nord            | Miss November 1986                           |       |
| 29   | 1988  | India Allen                | États-Unis        | Virginie                    | Miss December 1987                           |       |
| 30   | 1989  | Kimberley Conrad           | États-Unis        | Alabama                     | Miss January 1988                            |       |
| 31   | 1990  | Renee Tenison              | États-Unis        | Idaho                       | Miss November 1989                           |       |
| 32   | 1991  | Lisa Matthews              | États-Unis        | Illinois                    | Miss April 1990                              |       |
| 33   | 1992  | Corinna Harney             | Allemagne         |                             | Miss August 1991                             |       |
| 34   | 1993  | Vickie (Anna Nicole) Smith | États-Unis        | Texas                       | Miss May 1992                                |       |
| 35   | 1994  | Jenny McCarthy             | États-Unis        | Illinois                    | Miss October 1993                            |       |
| 36   | 1995  | Julie Lynn Cialini         | États-Unis        | New York                    | Miss February 1994                           |       |
| 37   | 1996  | Stacy Sanches              | États-Unis        | Texas                       | Miss March 1995                              |       |
| 38   | 1997  | Victoria Silvstedt         | Suède             |                             | Miss December 1996                           |       |
| 39   | 1998  | Karen McDougal             | États-Unis        | Indiana                     | Miss December 1997                           |       |
| 40   | 1999  | Heather Kozar              | États-Unis        | Ohio                        | Miss January 1998                            |       |
| 41   | 2000  | Jodi Ann Paterson          | Indonésie         |                             | Miss October 1999                            |       |
| 42   | 2001  | Brande Nicole Roderick     | États-Unis        | Californie                  | Miss April 2000                              |       |
| 43   | 2002  | Dalene Kurtis              | États-Unis        | Californie                  | Miss September 2001                          |       |
| 44   | 2003  | Christina L. Santiago      | États-Unis        | Illinois                    | Miss August 2002                             |       |
| 45   | 2004  | Carmella DeCesare          | États-Unis        | Ohio                        | Miss April 2003                              |       |
| 46   | 2005  | Tiffany Fallon             | États-Unis        | Floride                     | Miss December 2004                           |       |
| 47   | 2006  | Kara Monaco                | États-Unis        | Floride                     | Miss June 2005                               |       |
| 48   | 2007  | Sara Jean Underwood        | États-Unis        | Oregon                      | Miss July 2006                               |       |
| 49   | 2008  | Jayde Nicole               | Canada            |                             | Miss January 2007                            |       |
| 50   | 2009  | Ida Ljungqvist             | Tanzanie          |                             | Miss March 2008                              |       |
| 51   | 2010  | Hope Dworaczyk             | États-Unis        | Texas                       | Miss April 2009                              |       |
| 52   | 2011  | Claire Sinclair            | États-Unis        | Californie                  | Miss October 2010                            |       |
| 53   | 2012  | Jaclyn Swedberg            | États-Unis        | Californie                  | Miss April 2011                              |       |
| 54   | 2013  | Raquel Pomplun             | États-Unis        | Californie                  | Miss April 2012                              |       |
| 55   | 2014  | Kennedy Summers            | Allemagne         |                             | Miss December 2013                           |       |
| 56   | 2015  | Dani Mathers               | États-Unis        | Californie                  | Miss May 2014                                |       |
| 57   | 2016  | Eugena Washington          | États-Unis        | Caroline du Sud             | Miss December 2015                           |       |
| 58   | 2017  | Brook Power                | États-Unis        | Californie                  | Miss May 2016                                |       |
| 59   | 2018  | Nina Daniele               | États-Unis        | New York                    | Miss April 2017                              |       |
| 60   | 2019  | Jordan Emanuel             | États-Unis        | Maryland                    | Miss Decembre 2018                           |       |

## Source
- (en) Playmate Directory - Playmates of the Year sur le site officiel du magazine Playboy
- (en) Sur le site de Peggy Wilkins